# Plutão Já Foi Planeta
Plutão Já Foi Planeta é uma banda brasileira de indie pop formada em Natal no ano de 2013.
Seus integrantes são Gustavo Arruda (voz, guitarra, contrabaixo elétrico); Sapulha Campos (voz, guitarra, ukulele, escaleta) e Cyz Mendes (voz).
A banda participou da terceira temporada do SuperStar, da TV Globo, do qual terminou como vice-campeã.

## História
A Plutão Já Foi Planeta começou como uma banda cover de grandes nomes da música popular brasileira como Los Hermanos, Os Mutantes, Belchior, Os Paralamas do Sucesso entre outros. A Beto Rockfeller, composta por Gustavo Arruda, Sapulha Campos, Rafael Bezerra e Gustavo Matos começou a elaborar a iniciação de um projeto autoral, com um vocal feminino. Com a intenção de adicionar um diferencial à banda, buscavam uma vocalista e, por meio de indicação, encontraram Natália Noronha. Natália já escrevia suas próprias canções e as divulgava na internet. A partir daí, os integrantes começaram a escrever e criar juntos novos arranjos, utilizando instrumentos não muito comuns, como o ukelele e a escaleta. Durante os shows, acontecem várias trocas de instrumentos entre os integrantes.
O nome Plutão já Foi Planeta, deriva de uma matéria jornalística, a banda estava buscando um nome quando o integrante Sapulha Campos encontrou uma matéria que dizia que Plutão não era mais planeta.
No final do segundo semestre de 2013, Gustavo Matos (bateria) ausentou-se e, em janeiro de 2014, Raphael Andrade integrou a banda.
Em meados de agosto de 2014, Rafael Bezerra (contrabaixo elétrico, teclado) deixou a banda para fazer intercâmbio na Alemanha. Com a saída de Rafael, a banda, por meio de uma indicação, encontraram Vitória De Santi.
Em junho de 2015, Raphael Andrade precisou deixar a Plutão e Khalil Oliveira, ex-baterista da banda Talma & Gadelha foi convidado para integrar a banda. 
Somente em junho de 2017, Khalil anunciou sua saída da banda e o mesmo indicou o baterista Renato Lellis, que se integrou ao então quinteto.
Em junho de 2019, Vitória anuncia sua saída da banda.
Em 2021, Natália Noronha e Renato Lellis anunciou a saída da banda para seguir seus projetos solo, iniciando o trio, na atual formação.
Em março de 2018, a banda se apresentou no primeiro dia do festival Lollapalooza Brasil, no palco AXE, junto com Mallu Magalhães, Oh Wonder, Zara Larsson e Max Demarco e junto com essa grande novidade, a banda lançou no dia 12 de março um novo single chamado "Estrondo", a banda participou também do Side Show do LollaBR no KM de Vantagens Hall (RJ), abrindo para a banda Imagine Dragons.
Em setembro de 2019, a banda se apresentou no terceiro dia do festival Rock in Rio, no Palco Sunset junto com Mahmundi.
Em outubro de 2020, o grupo lançou o EP Risco de Sol, lançado e gravado pelo selo potiguar "DoSol", reúne releituras de várias canções potiguares como "O Roqueiro e a Hippie", "Demora Não", "Quem Ama Perdoa" e "Esses Meses", o projeto conta ainda com a faixa autoral que leva o nome do EP, "Risco de Sol".
Em fevereiro de 2021, a vocalista rondoniense Cyz Mendes entra para a banda e estreia no single "Acostuma".
Em 18 de agosto de 2023, a banda lançou seu terceiro álbum de estúdio, chamado Plutão Já Foi Planeta.

## Integrantes
- Gustavo Arruda - voz, guitarra, contrabaixo elétrico[12]
- Sapulha Campos - voz, guitarra, ukulele, escaleta[12]
- Cyz Mendes - voz[12][13]

Ex-integrantes
- Gustavo Matos - bateria
- Rafael Bezerra - contrabaixo elétrico, teclado
- Raphael Andrade - bateria
- Khalil Oliveira - bateria
- Vitória De Santi - contrabaixo elétrico, teclado
- Natália Noronha - voz, violão, teclado, contrabaixo elétrico[13]
- Renato Lellis - bateria

## Discografia
- Daqui Pra Lá (2014)
- A Última Palavra Feche a Porta (2017)
- (EP) Risco de Sol (2020)
- Plutão Já Foi Planeta (2023)

## Premiações e indicações
| Ano  | Prêmio                     | Indicação                                                         | Resultado |
| ---- | -------------------------- | ----------------------------------------------------------------- | --------- |
| 2014 | Hangar de Música           | Revelação                                                         | Venceu    |
| 2015 | Hangar de Música           | Banda do Ano                                                      | Indicado  |
| 2015 | Hangar de Música           | CD do Ano (Daqui pra Lá)                                          | Indicado  |
| 2015 | Hangar de Música           | Clipe do Ano (Suma Daqui)                                         | Indicado  |
| 2015 | Troféu Cultura             | Banda do Ano                                                      | Venceu    |
| 2016 | Hangar de Música           | Música do Ano: Me Leve (por: Luana Alves e Plutão Já Foi Planeta) | Venceu    |
| 2016 | Hangar de Música           | Show do Ano (Festival Mada Arena Das Dunas)                       | Venceu    |
| 2016 | Hangar de Música           | Grupo ou banda                                                    | Venceu    |
| 2016 | Troféu Cultura             | Artista do Ano                                                    | Venceu    |
| 2016 | Troféu Cultura             | Melhor Banda                                                      | Venceu    |
| 2016 | Troféu Cultura             | Melhor Show (Festival Dosol - Rua Chile, Ribeira)                 | Venceu    |
| 2016 | Troféu Cultura             | Melhor Cantora (Natália Noronha)                                  | Indicado  |
| 2016 | Prêmio Pindorama de Música | Revelação                                                         | Indicado  |
| 2016 | Prêmio Riff de Música      | Revelação                                                         | Venceu    |
| 2017 | Hangar de Música           | Banda do Ano                                                      | Indicado  |
| 2017 | Hangar de Música           | Música do Ano (O Ficar e o Ir da Gente)                           | Venceu    |
| 2017 | Hangar de Música           | CD do Ano (A Última Palavra Feche a Porta)                        | Indicado  |
| 2017 | Hangar de Música           | Show do Ano (Festival MADA)                                       | Indicado  |
| 2017 | Hangar de Música           | Vídeo Clipe do Ano (O Ficar e o Ir da Gente)                      | Indicado  |
| 2017 | Troféu Cultura             | Melhor Show (A Última Palavra Feche a Porta - Teatro Riachuelo)   | Venceu    |
| 2017 | Troféu Cultura             | Melhor Banda                                                      | Venceu    |
| 2017 | Troféu Cultura             | Artista do Ano                                                    | Indicado  |
| 2018 | Hangar de Música           | Clipe do Ano (Estrondo)                                           | Venceu    |
| 2018 | Hangar de Música           | Banda do Ano                                                      | Indicado  |
| 2018 | Hangar de Música           | Show do Ano (CIENTEC)                                             | Indicado  |
| 2018 | Troféu Cultura             | Melhor Banda                                                      | Indicado  |
| 2019 | Hangar de Música           | Videoclipe do Ano (Pra Gente Ser Feliz)                           | Indicado  |
| 2019 | Hangar de Música           | Banda do Ano                                                      | Indicado  |
| 2019 | Hangar de Música           | Música do Ano (Pra Gente Ser Feliz)                               | Indicado  |